# ハルトムート・クルーク

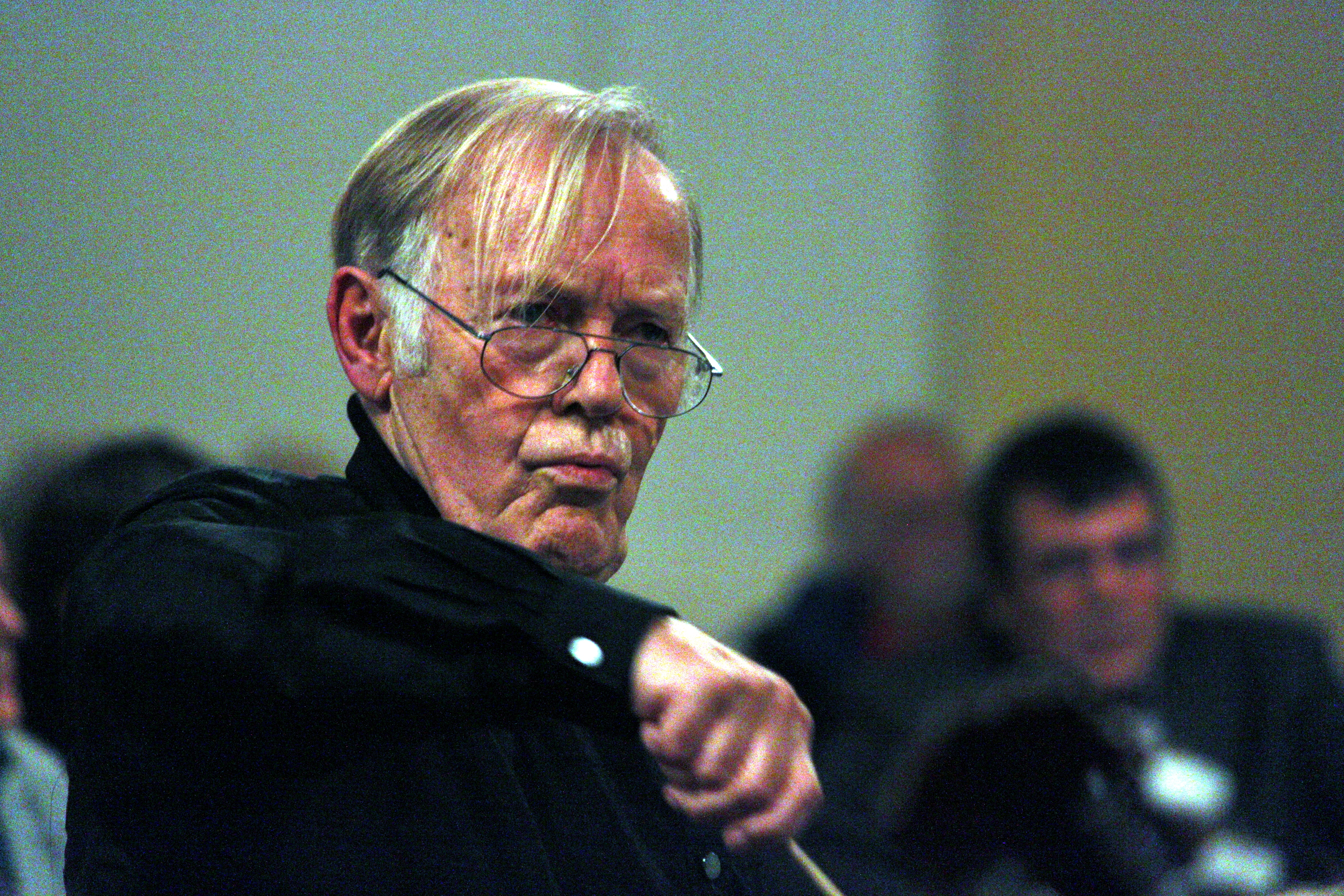
ハルトムート・クルーク (2009)

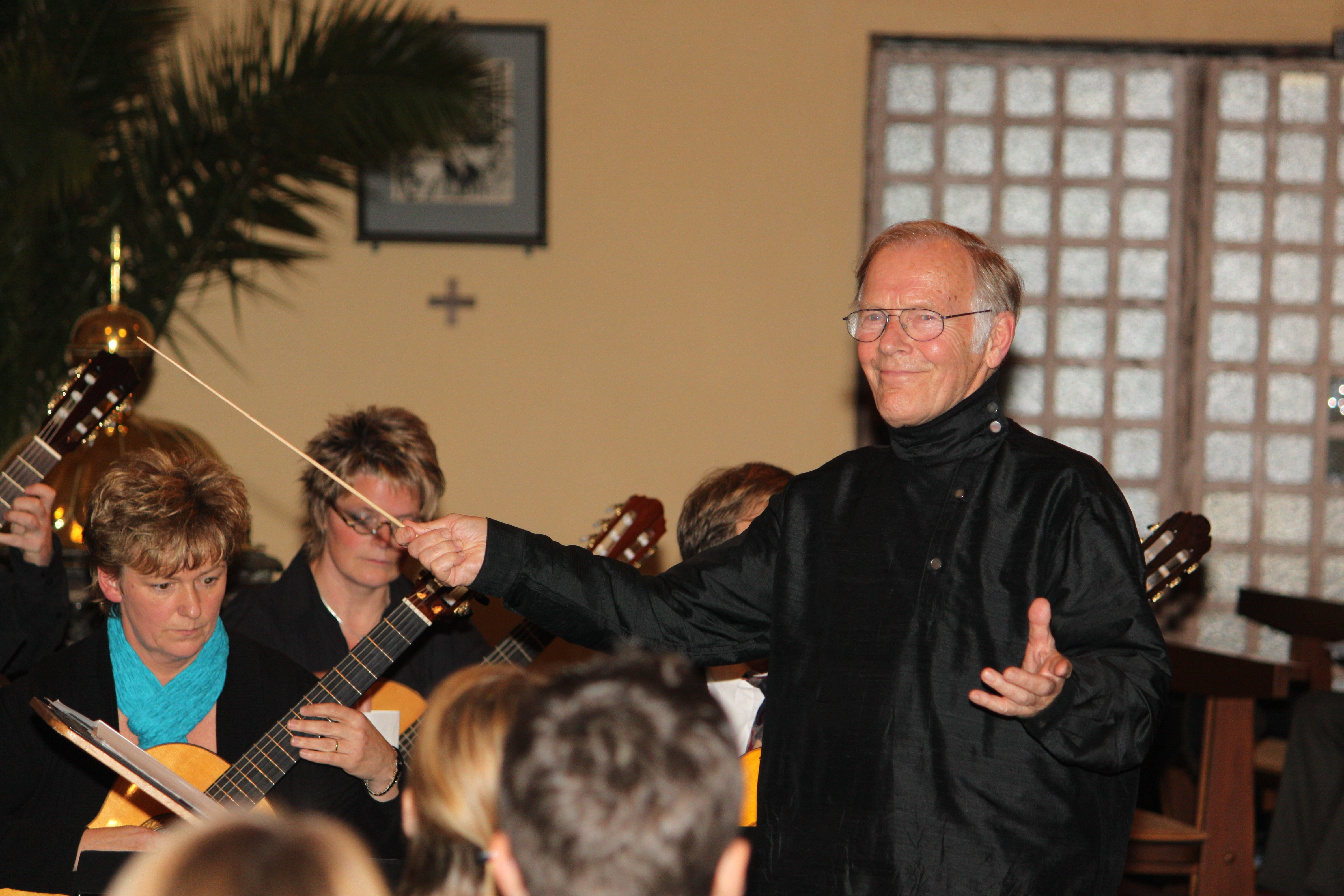
マンドリンオーケストラを指揮するクルーク (2009)

ハルトムート・クルーク（Hartmut Klug、1928年9月9日 - 2019年7月24日）は、ドイツの作曲家、指揮者。
ドレスデン出身。ドレスデン音楽大学で作曲、指揮、ピアノを学び、1949年に卒業した。在学中からピアノ伴奏者として活動していた。1950年にRIASの作曲家兼アレンジャーとなり、翌年にはエッセンの民族舞踊劇場の音楽監督に就任した。1953年にはパリに留学し、パリ国立高等音楽・舞踊学校で室内楽と指揮を学んだ。
1955年より1969年までヴッパータールの歌劇場でコレペティートルやカペルマイスターとして働いた。さらに1974年から1991年までラインラント州立音楽大学（後にケルン音楽大学に改名）の教授を務めた。
アマチュアオーケストラ、マンドリンオーケストラ、合唱団、室内楽団の指導に尽力していることで知られている。

## 作品

### マンドリンオーケストラ
- 7つのバラード
- インド組曲
- 口琴協奏曲